# Oscar Calics
Oscar Calics (18 de novembre de 1939) és un exfutbolista argentí.

## Selecció de l'Argentina
Va formar part de l'equip argentí a la Copa del Món de 1966.